# هیونگ پیونگ گوجوسان
هیونگ پیونگ هشتمین پادشاه گوجوسان بود. او از سال ۹۷۵ قبل میلاد تا ۹۴۳ بعد از میلاد فرمانروایی کرد. نام واقعی او چه آک(هانگول: 착, هانجا: 捉)بود. بعد از او چه اوروی به فرمانروایی رسید. 